# بيير جورجيت
بيير جورجيت (بالفرنسية: Pierre Georget)‏ مواليد 9 أغسطس 1917 في فرنسا - الوفاة 1 أغسطس 1964 في باريس، كان دراج فرنسي. سبق أن شارك في دورة الألعاب الأولمبية الصيفية وفاز بميدالية أولمبية.

## الميداليات
| الميدالية | المسابقة                       |
| --------- | ------------------------------ |
| فضية      | الألعاب الأولمبية الصيفية 1936 |
| برونزية   | الألعاب الأولمبية الصيفية 1936 |

## روابط خارجية
- بيير جورجيت على موقع أرشيف الدراجات (الإنجليزية)
- بيير جورجيت على موقع أوليمبيديا (الإنجليزية)